# Ruf! Mich! An!
Ruf! Mich! An! ist der erste Roman von Else Buschheuer. Das Werk erschien im Jahr 2000.
Das Buch gibt ein Stimmungsbild des Lebens in Berlin kurz vor der Jahrtausendwende und zeichnet den komplizierten und misanthropischen Charakter einer Anti-Heldin, die sich aus Langeweile in eine Welt aus Arroganz und Snobismus geflüchtet hat und schließlich an einer sadomasochistischen Beziehung zu einem Mann, dessen Namen sie nicht kennt, zerbricht.
Die Autorin nimmt oft Bezug auf bekannte und weniger bekannte Spielfilme und Musik; sie schreibt einigen ihrer Figuren Top-Ten-Listen ihrer Lieblingsspielfilme zu, um diese zu charakterisieren. Der Stoff des Briefromans Gefährliche Liebschaften von de Laclos hat in der Handlung eine Bedeutung.

## Zusammenfassung
Vor Beginn wendet sich die Autorin an die Leser und nennt den Soundtrack, den sie dem Buch gerne beigefügt hätte. Dieser Soundtrack besteht aus diversen Stücken klassischer Musik, Chansons und Popsongs mit Angabe des jeweiligen Interpreten, die an bestimmten Stellen während der Handlung vorkommen. 
Hauptperson, Ich-Erzählerin und Anti-Heldin des Buches ist Paprika Kramer, eine erfolgreiche Mittdreißigerin, ein Yuppie und ein misanthropischer Single. Im Verlauf des Buches wird Paprikas Leben in Berlin vorgestellt, auf der Arbeit in ihrer Werbeagentur, in ihrer Freizeit, auf einer Aids-Gala, in einem Swingerclub. Sie lernt durch die Telefonauskunft einen Mann kennen, der sie in eine sexuelle Abhängigkeit bringt, sadomasochistisch missbraucht und demütigt. Der Schluss des Romans zeigt das Scheitern der nach außen so unabhängigen Frau: „Ich würde jetzt gern mit jemandem reden. Aber mit wem? Und worüber?“

## Rezeption
Laut einem Artikel in der Welt wurde der Titel des erfolgreichen Popromans tausendfach nachgeahmt. Auf rp-online wurde Buschheuer „messerscharfe Beobachtungsgabe“ bescheinigt. Sie fessele „den Leser mit einem schonungslosen Blick auf die neue Berliner Wirklichkeit.“ Gregor Dotzauer beendete seine Vorstellung des Buches mit den Sätzen: „Übrigens hat Else einen erlesenen Kino- und Literaturgeschmack (wieviele Menschen kriegen die Kurve von John Woos "The Killer" zu Heinar Kipphardts "März"). Sonst könnte sie nicht so rasiermesserscharf hinsehen und hinhören und Wörter verdrehen, bis einem schwindelig wird. Else! Schreib! Mich! Weiter! Mach! Mir! Ein! Kind!“